# Harmomastix macracanthus
Harmomastix macracanthus är en mångfotingart som beskrevs av Carl Graf Attems 1914. Harmomastix macracanthus ingår i släktet Harmomastix och familjen Odontopygidae. Inga underarter finns listade i Catalogue of Life.